# Washington Heights
Washington Heights – jednostka osadnicza w Stanach Zjednoczonych, w stanie Nowy Jork, w hrabstwie Orange.